# Nismes
Nismes (spreek uit Niem) is een deelgemeente van de Belgische gemeente Viroinval (in de provincie Namen).
Het dorp ligt zo'n 115 kilometer ten zuiden van Brussel en wordt doorkruist door het riviertje Eau Noire in de dorpskom en het riviertje Eau Blanche ten noorden ervan. Op de grens met Dourbes vloeien de twee samen tot de Viroin. Het dorp telt een bureau voor toeristische informatie, enkele hotels en pensions en een aantal cafés en restaurants. Anno 2006 werd midden in het dorp een toeristisch natuurpark aangelegd, waarvan de bouw gesponsord werd door de Europese Gemeenschap.
In het hoogseizoen kan het dorp met een toeristisch treintje verkend worden, dat de toeristen in een uur naar enkele bijzondere plekjes van het dorp transporteert. Ook zijn er enkele wandelroutes vanuit het dorp uitgezet.

## Demografische ontwikkeling
- Bronnen:NIS, Opm:1831 tot en met 1970=volkstellingen, 1976= inwoneraantal op 31 december

## Politiek
Nismes had een eigen gemeentebestuur en burgemeester. Van 1958 tot de gemeentelijke fusie van 1977 was Julien Ernest Allard burgemeester.

## Bezienswaardigheden
- Fondry des Chiens

## Galerie

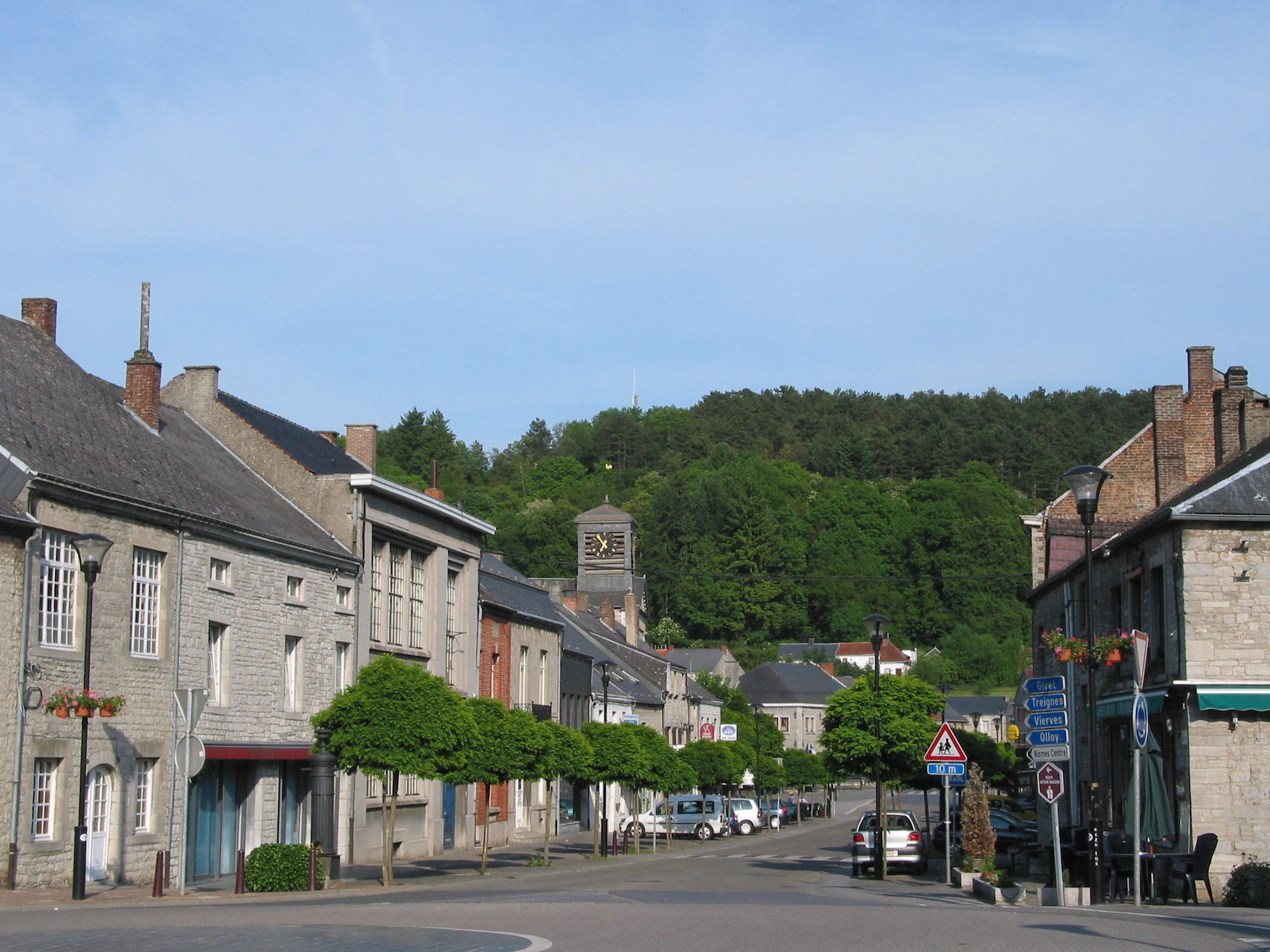
Centrum van Nismes
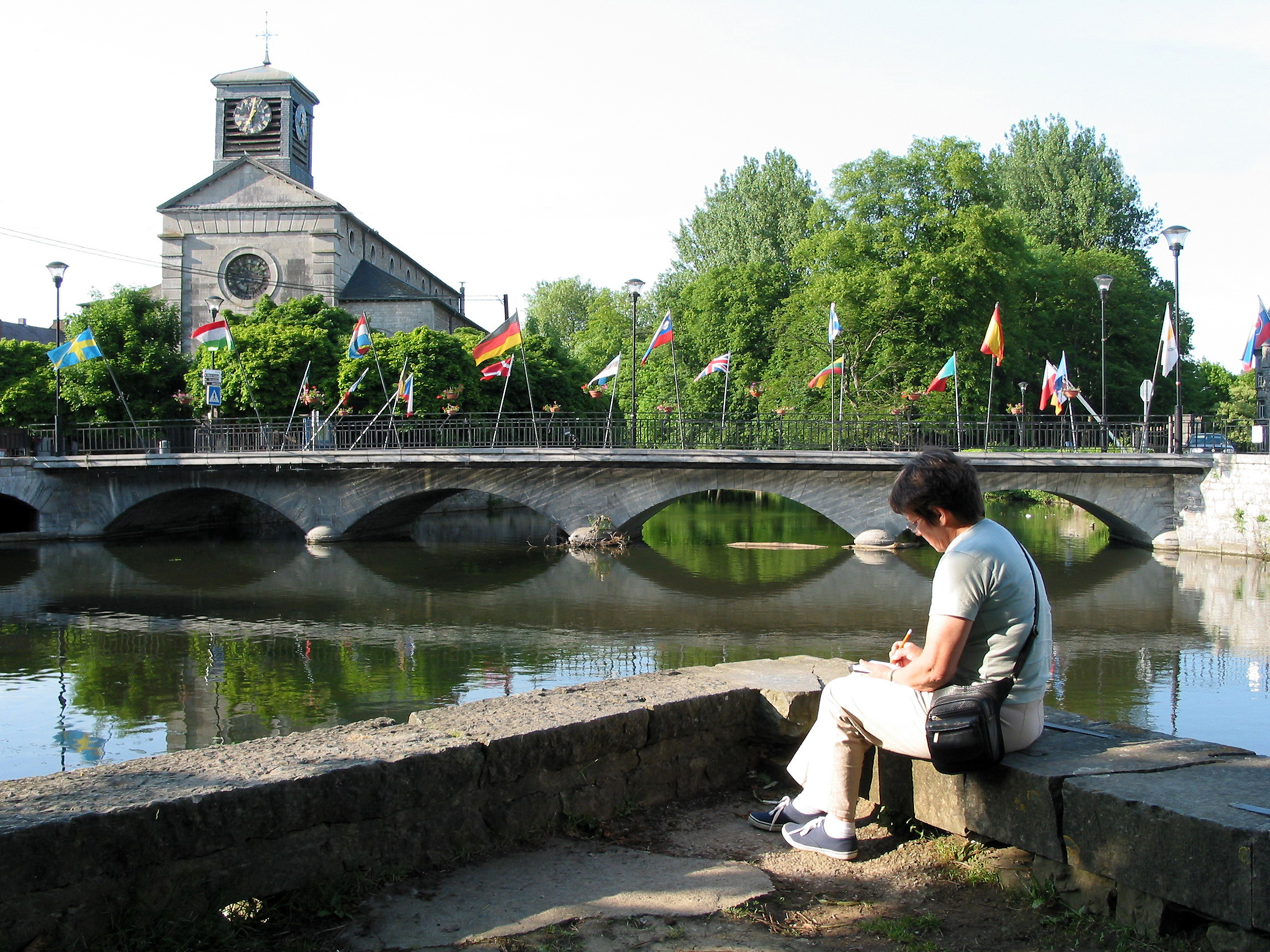
Brug en kerk Sint-Lambert
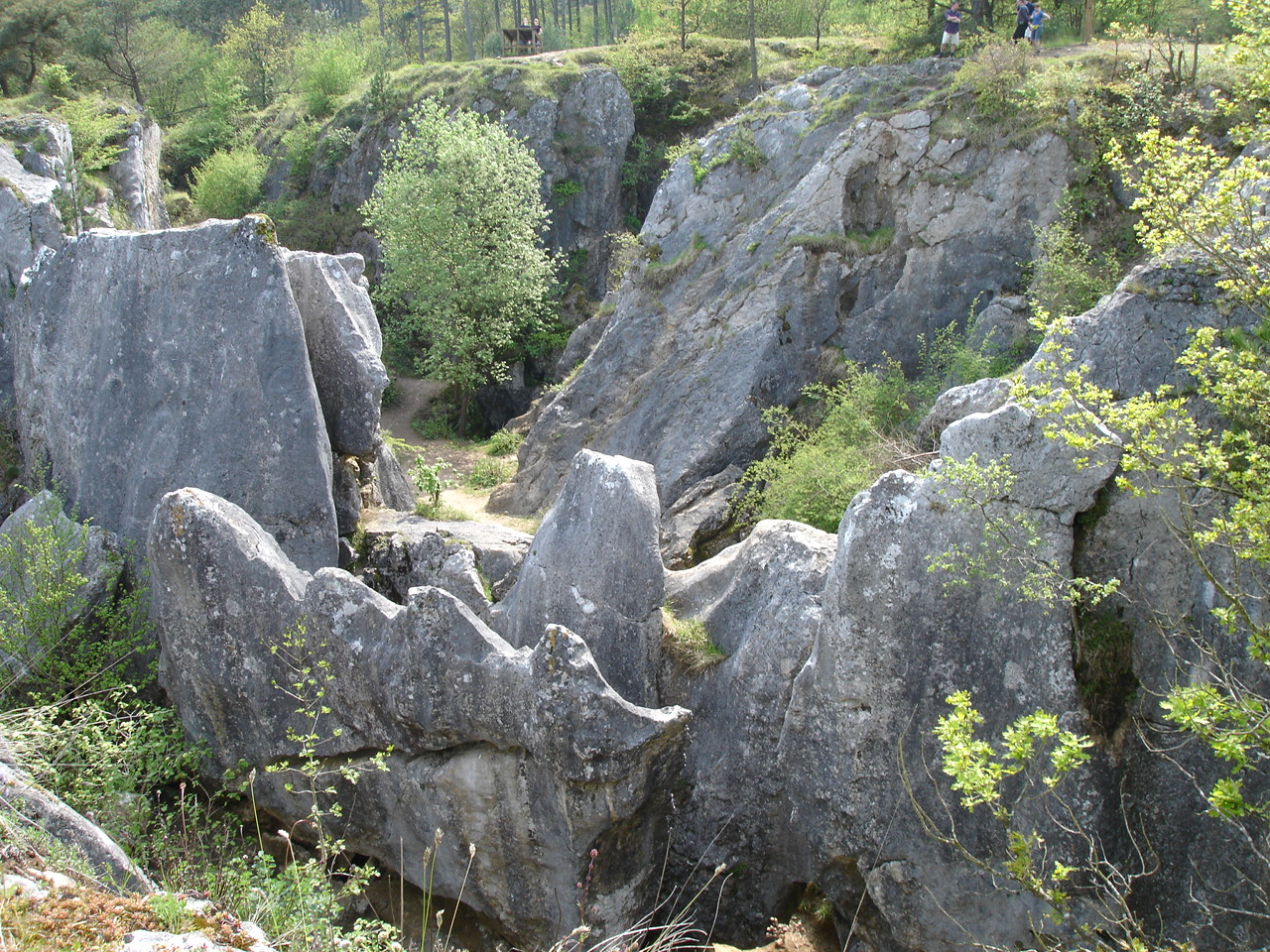
Fondry des Chiens
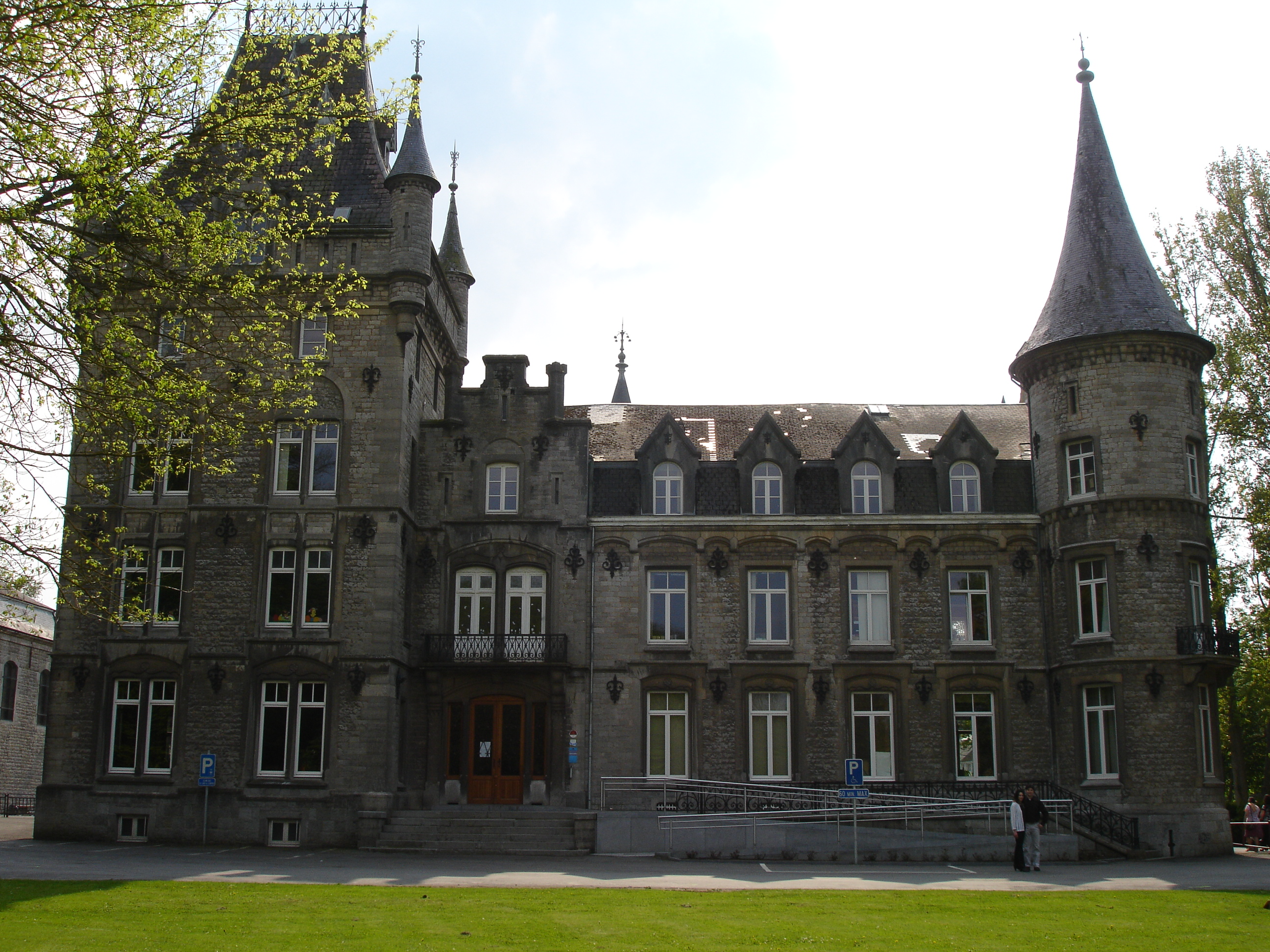
Gemeentehuis Château Licot
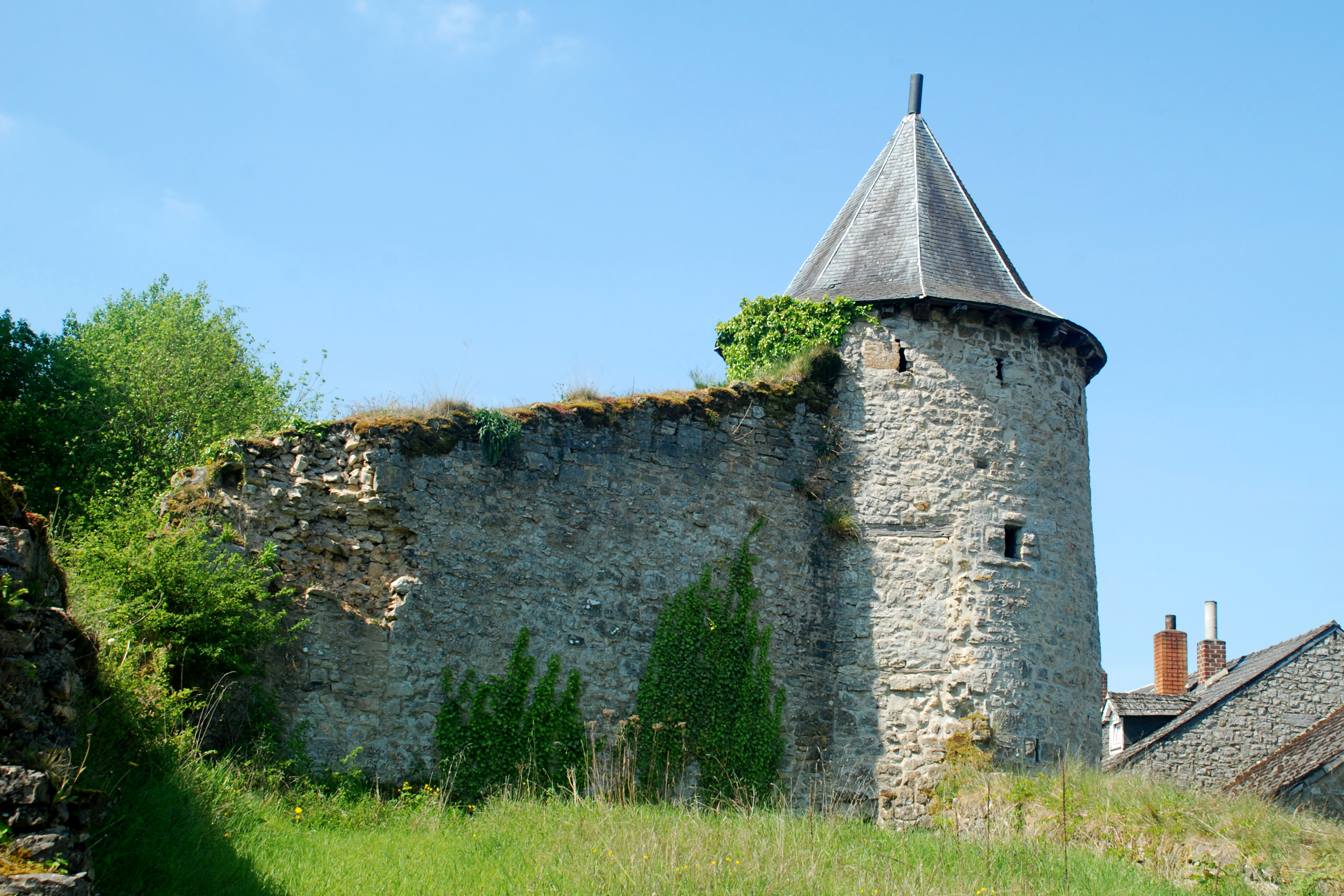
Château du Pont d'Avignon